# The Life of David Gale
The Life of David Gale (bra: A Vida de David Gale; prt: Inocente ou Culpado?) é um filme dos Estados Unidos e Alemanha de 2003.

## Sinopse
David Gale é um brilhante professor universitário e ativista contra a pena de morte. Após o assassinato de sua amiga e colega de trabalho, Constance, Gale é acusado pelo crime e condenado à pena de morte. Às vésperas de sua morte, David pede a presença da repórter Bitsey Bloom para que ele lhe conceda uma entrevista exclusiva, onde finalmente contaria toda a verdade sobre o caso.

## Elenco
- Kevin Spacey.... David Gale
- Kate Winslet.... Elizabeth "Bitsy" Bloom
- Laura Linney.... Constance Harraway
- Gabriel Mann.... Zack Stemmons
- Matt Craven.... Dusty Wright
- Leon Rippy.... Braxton Belyeu
- Rhona Mitra.... Berlin
- Melissa McCarthy.... Nico
- Jim Beaver.... Duke Groover
- Cleo King.... Barbara Kreuster
- Constance Jones.... A.J. Roberts
- Lee Ritchey.... Joe Mullarkey

## Crítica
The Life of David Gale tem recepção geralmente desfavorável por parte da crítica profissional. Com o Tomatometer de 19% em base de 155 avaliações, o Rotten Tomatoes chegou ao consenso: "Em vez de oferecer um argumento convincente contra a pena de morte, este implausível suspense complicado, confunde a cabeça do espectador com a sua mensagem". A pontuação da audiência do site é de 82%.

## Ficha técnica
- Título original: The Life of David Gale
- Género: Drama
- Tempo de Duração: 130 minutos
- Ano de Lançamento (E.U.A.): 2003
- Estúdio: Universal Pictures / Saturn Films / InterMedia Films Equities Ltd. / Dirty Hands Productions
- Distribuição: Universal Pictures / Paramount Pictures / UIP
- Realizador: Alan Parker
- Argumento: Charles Randolph
- Produção: Nicolas Cage e Alan Parker
- Música: Alex Parker e Jake Parker
- Fotografia: Michael Seresin
- Desenho de Produção: Geoffrey Kirkland
- Direção de Arte: Steve Arnold e Jennifer Williams
- Guarda-Roupa: Renee Ehrlich Kalfus
- Edição: Gerry Hambling